# 윌리엄 조지 애덤스
윌리엄 조지 애덤스(영어: William George Adams, 1886년 4월 21일 ~ ?)는 미국의 에스페란티스토이다.